# Kaliště (České Budějovice)
Kaliště (dříve Kaliště u Zalin, německy Kalischt) je vesnice v okrese České Budějovice, část města České Budějovice (základní sídelní jednotka v rámci Českých Budějovic 5). Vesnice tvoří oproti zbytku města exklávu a je jeho nejvýchodnější částí.

## Historie
Vesnice vznikla ve 14. století, první písemná zmínka je z roku 1378. Bývala součástí hlubockého panství. Od roku 1850 až do roku 1919 byla součástí obce Třebotovice a po období samostatnosti k nim byla znovu připojena v letech 1943–1945. Poté byla opět samostatnou obcí až do roku 1985, kdy byla připojena k Českým Budějovicím.
V roce 1964 byl úřední název změněn z Kaliště u Zalin na Kaliště. V roce 2024 došlo k připojení vodovodu, kanalizace a výstavbě čističky odpadních vod.

## Osobnosti

### Rodáci
- Josef Prokeš (1894–1944), legionář a odbojář

## Přírodní poměry
Jihovýchodně od vesnice leží přírodní památka Kaliště.

## Pamětihodnosti
- Návesní kaple z roku 1872